# Salvador Sadurní i Urpí
Salvador Sadurní i Urpí (L'Arboç, 3 d'abril del 1941) va ser un destacat futbolista català dels anys 60 i 70 del segle xx que jugava a la posició de porter. Va ser internacional amb la selecció catalana i amb la selecció espanyola.

## Biografia

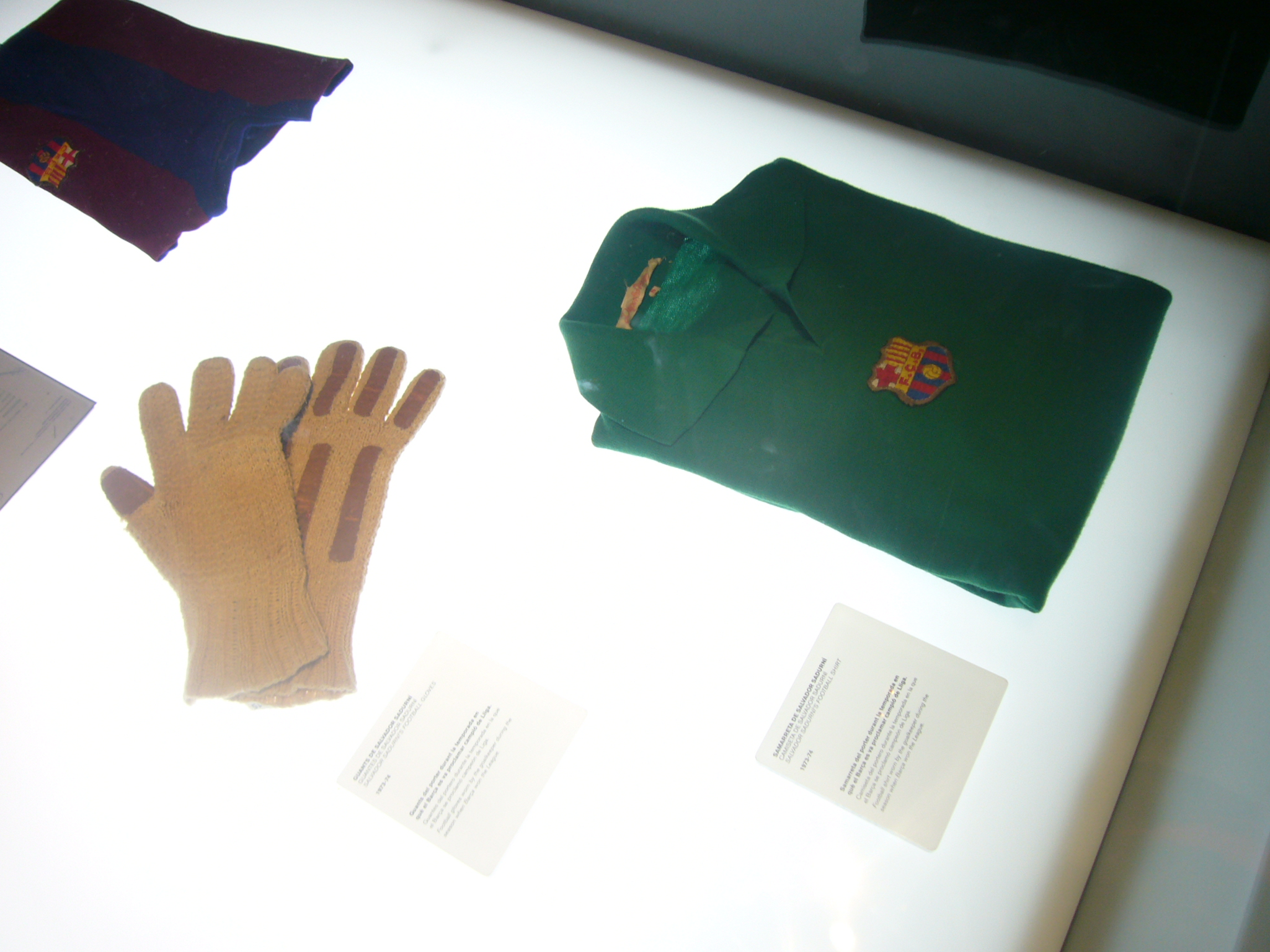
Guants i samarreta de Sadurní, de la temporada 1973-74, actualment al Museu del FC Barcelona

Sadurní va començar a jugar a futbol al CE Vendrell i el 1957 va ingressar a les categories inferiors del FC Barcelona, passant pel juvenil (1957–1958) i per l’equip d’aficionats, així com una cessió al CE Mataró (1960–1961) abans d'arribar al primer equip.
Debutà com a titular al primer equip del Barça l'11 de maig de 1961 en un partit a El Molinón contra el Real Sporting de Gijón, que el Barça va guanyar per 2-4. La seva primera temporada al club va acabar amb un gran premi, la seva convocatòria per a la Copa del Món de Futbol 1962, tot i que no jugà cap partit en aquell mundial.
Va ser convocat per primera vegada amb la selecció espanyola l’any 1962, però el seu debut oficial fou el 8 de gener de 1963, a Barcelona, contra la selecció de França en un partit que acabà amb empat a zero. Va jugar un total de 10 partits internacionals amb Espanya, en què va encaixar 8 gols. La seva presència a la selecció es va veure limitada per la forta competència del porter basc José Ángel Iríbar. Entre els moments destacats, el 1967 fou un dels porters de la selecció espanyola en l’homenatge mundial a l’exporter català Ricardo Zamora, compartint la porteria amb Iríbar i jugant cadascun una part del partit.
El seu últim partit amb la selecció espanyola va ser a Hèlsinki el 25 de juny de 1969, en què Espanya va perdre 2-0 contra Finlàndia.
A més, va ser internacional amb la selecció catalana en diversos partits amistosos.
Entre 1973 i 1975, Sadurní va viure els seus millors anys professionals. Amb la incorporació de fitxatges importants com el neerlandès Johan Cruyff, va ser porter titular d’un equip històric que va aconseguir una mítica victòria per 0-5 contra el Real Madrid al Santiago Bernabéu, va guanyar la Lliga 1973-74 i va arribar a les semifinals de la Copa d’Europa. La solidesa defensiva, que començava amb Sadurní, va ser considerada clau per aquell gran èxit.
L'any 1976, a l'edat de 35 anys, es retirà del futbol en actiu. L’1 de setembre d’aquell any el FC Barcelona li va organitzar un homenatge conjuntament amb els seus companys Antoni Torres i Joaquim Rifé, que també es retiraven. El partit amistós va ser contra l’Stade de Reims, amb victòria blaugrana per 2-0.

## Trajectòria esportiva
- CE Vendrell
- CE Mataró (cedit)
- FC Barcelona 1961-1976

## Palmarès
- 1 Lliga espanyola: 1973-74[1]
- 3 Copes espanyoles: 1963, 1968, 1971[1]
- 1 Copa de les Ciutats en Fires: 1965-66[1]
- 1 Finalíssima de la Copa de les Ciutats en Fires: 1971
- 1 Campionat d'Espanya d'aficionats: 1960[1]